# Kirchheim (Francja)
Kirchheim – miejscowość i gmina we Francji, w regionie Grand Est, w departamencie Dolny Ren.
Według danych na rok 1990 gminę zamieszkiwało 499 osób, 217 os./km².